# Bogusław IV
Bogusław IV zwany Ciało i Dusza (ur. między 1254 a 1255, zm. 19 lutego 1309 w Wołogoszczy?) – książę pomorski i wołogoski z dynastii Gryfitów, syn Barnima I Dobrego, księcia szczecińskiego i pomorskiego oraz Małgorzaty meklemburskiej.

## Życie i panowanie
Od 1273 współrządził wraz z ojcem – Księstwem Pomorskim, od listopada 1278, z kolei w imieniu swoich małoletnich, przyrodnich braci – Barnima II i później Ottona I. Od 1280 zaczął powoływać się na ich konsens w wystawianych przez siebie dokumentach. Formalnie zostali oni dopuszczeni do współrządów w 1294. Później uzyskał dzielnicę kamieńską i ziemie na wschód od Odry.
Od 13 czerwca 1283 znalazł się w ramach (zawartego w Roztoku) sojuszu antybrandenburskiego zawartego m.in. przez książąt meklemburskich z dynastii Niklotowiców, Wisława II rugijskiego, Jana I sasko-lauenburskiego oraz hrabiów Schwerina i Dannenbergu, a także miast: Lubeki, Wismaru, Strzałowa, Gryfii, Szczecina, Dymina i Anklamu. W konsekwencji, w latach 1283–1284 prowadził wojnę przeciwko Marchii Brandenburskiej. W jej trakcie, 4 lipca 1283, zwrócił się do Lubeki o dalszą pomoc w prowadzeniu działań wojennych. Ułożenie pokoju z Brandenburgią (wspólnie z Wisławem II) nastąpiło 13 sierpnia 1284 na granicy pomorsko-brandenburskiej w ziemi wkrzańskiej (koło Vierraden lub Zweiraden; między Gardźcem a Świeciem Odrzańskim).
23 listopada 1287, w Słupsku, zawarł przymierze z Przemysłem II i Mściwojem II, zwrócone przeciw Brandenburgii. Ostatecznie, 8 września 1288 Bogusław sprzymierzył się wraz z braćmi z margrabiami brandenburskimi Ottonem IV ze Strzałą i Konradem w sprawach sukcesji w linii żeńskiej, dziedzictwa macochy Bogusława – Matyldy askańskiej oraz przebiegu granicy między oboma państwami w ziemi wkrzańskiej.
W związku ze śmiercią jednego z przyrodnich braci – Barnima II – zawarł 1 lipca 1295 (w obecności wasali) z drugim, młodszym Ottonem, układ o podziale księstwa, który ostateczny kształt otrzymał w wyniku kolejnego układu podziałowego z 12 lipca oraz regulacji podziałowych w dniu następnym. W ich wyniku Bogusław zachował dla siebie Księstwo Wołogoskie. Obejmowało ono Greifswald, Wołogoszcz, Uznam, Wolin, Trzebiatów, Stargard oraz ziemię białogardzką, oddzieloną przez biskupstwo kamieńskie, które po podziale księstwa uważano za osobne państwo. Książęta pomorscy według założeń mieli stać się lennikami biskupa kamieńskiego, jednak nigdy do tego nie doszło. 
Ostatnią dekadę życia księcia pomorskiego charakteryzowało stałe zagrożenie ze strony branderburskiej. Zbrojne starcie z Brandenburczykami doprowadziło do obopólnego porozumienia, które pozostawiły w jego rękach większość ziem Księstwa Wołogoskiego. Mimo że z areny politycznej zszedł Przemysł II, który został zamordowany w Rogoźnie, linię polityki pomorskiej przejął Władysław I Łokietek. Tenże, z uwagi na wypadki na Pomorzu Gdańskim (1308) nie wykazał żadnych konkretnych działań w celu zapobieżenia ustaleń podziałowych księstwa z 1295, które były krzywdzące dla Bogusława IV.

## Rodzina

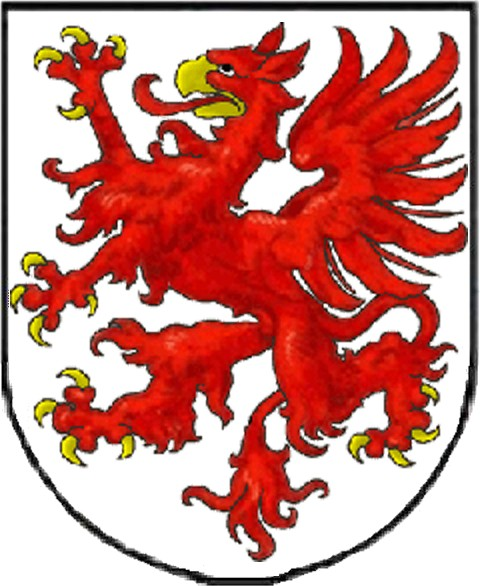
Herb rodowy Gryfitów

### Małżeństwa i potomstwo
Bogusław IV był dwukrotnie żonaty. Jego pierwszą żoną była Matylda, córka Jana I, margrabiego brandenburskiego i Juty saskiej, drugą natomiast Małgorzata, córka Wisława II, księcia rugijskiego oraz Agnieszki brunszwickiej.
Literatura przedmiotu z okresu XVI–XVIII w. przekazuje hipotetycznych potomków z pierwszego małżeństwa Bogusława IV, do których zaliczano: Anastazję – żonę Henryka, księcia meklemburskiego na Werlach, Annę – żonę Sambora, księcia rugijskiego oraz Helenę – żonę Bernarda, księcia anhalckiego. Współczesne badania genealogiczne odrzucają te filiacje.
Z drugiego małżeństwa miał natomiast pięć córek oraz jednego syna:
- Małgorzatę (ur. najp. 1287, zm. przed 25 lipca 1334) – żonę Mikołaja I zwanego Dziecięciem, księcia meklemburskiego na Roztoku, oraz Jana, księcia głogowskiego na Ścinawie,
- Eufemię (ur. ok. 1286–1288, zm. 26 lipca 1330) – żonę króla duńskiego Krzysztofa II,
- Judytę (Jutę) (ur. po 1289, zm. po 18 marca 1336) – mniszkę klasztoru cysterek w Wolinie,  ksienię w Krumminie,
- Warcisława IV (ur. w okr. 11–27 maja 1291, zm. w okr. 31 lipca–1 sierpnia 1326) – księcia wołogoskiego, słupsko-sławieńskiego i rugijskiego,
- Katarzynę (ur. ?, zm. ?) – prawdopodobną żonę Zygfryda III, hrabiego anhalckiego,
- Elżbietę (ur. najp. 1302, zm. po 16 października 1349) – żonę Eryka I, księcia sasko-lauenburskiego na Ratzeburgu[13].

### Genealogia
| Bogusław II ur. w okr. 1178–1184 zm. 23 lub 24 I 1220 lub 1221 | Bogusław II ur. w okr. 1178–1184 zm. 23 lub 24 I 1220 lub 1221 |                                                        |                                                        | Mirosława ur. w okr. 1190–1195 zm. p. przed 2 II 1237 | Mirosława ur. w okr. 1190–1195 zm. p. przed 2 II 1237 |  |  | Mikołaj I na Orlu (Werle) ur. ? zm. ? | Mikołaj I na Orlu (Werle) ur. ? zm. ? |                                                           |                                                           | Jutta von Anhalt ur. ? zm. ? | Jutta von Anhalt ur. ? zm. ? |
|                                                                |                                                                |                                                        |                                                        |                                                       |                                                       |  |  |                                       |                                       |                                                           |                                                           |                              |                              |
|                                                                |                                                                |                                                        |                                                        |                                                       |                                                       |  |  |                                       |                                       |                                                           |                                                           |                              |                              |
|                                                                |                                                                | Barnim I Dobry ur. zap. ok. 1210 zm. 13 lub 14 XI 1278 | Barnim I Dobry ur. zap. ok. 1210 zm. 13 lub 14 XI 1278 |                                                       |                                                       |  |  |                                       |                                       | Małgorzata meklemburska ur. zap. 1232 zm. przed 25 V 1261 | Małgorzata meklemburska ur. zap. 1232 zm. przed 25 V 1261 |                              |                              |
|                                                                |                                                                |                                                        |                                                        |                                                       |                                                       |  |  |                                       |                                       |                                                           |                                                           |                              |                              |
|                                                                |                                                                |                                                        |                                                        |                                                       |                                                       |  |  |                                       |                                       |                                                           |                                                           |                              |                              |
|                                                                |                                                                |                                                        |                                                        |                                                       |                                                       |  |  |                                       |                                       |                                                           |                                                           |                              |                              |

|                                                 |                                                 | 1 Matylda ur. 1256 zm. ok. 1280 OO ok. 1275–1278 | 1 Matylda ur. 1256 zm. ok. 1280 OO ok. 1275–1278 | Bogusław IV (Ciało i Dusza) (ur. w okr. 1254–1255 zm. 19 II 1309) | Bogusław IV (Ciało i Dusza) (ur. w okr. 1254–1255 zm. 19 II 1309) | 2 Małgorzata rugijska ur. w okr. 1265–1271 zm. po 4 XII 1315, p. 1317 OO p. przed 13 VIII 1284 | 2 Małgorzata rugijska ur. w okr. 1265–1271 zm. po 4 XII 1315, p. 1317 OO p. przed 13 VIII 1284 |                       |                       |
|                                                 |                                                 |                                                  |                                                  |                                                                   |                                                                   |                                                                                                |                                                                                                |                       |                       |
|                                                 |                                                 |                                                  |                                                  |                                                                   |                                                                   |                                                                                                |                                                                                                |                       |                       |
|                                                 | 2                                               |                                                  | 2                                                |                                                                   | 2                                                                 |                                                                                                | 2                                                                                              |                       | 2                     |
| Małgorzata ur. najp. 1287 zm. przed 25 VII 1334 | Małgorzata ur. najp. 1287 zm. przed 25 VII 1334 | Eufemia ur. ok. 1286–1288 zm. 26 VII 1330        | Eufemia ur. ok. 1286–1288 zm. 26 VII 1330        | Judyta (Juta) ur. po 1289 zm. po 18 marca 1336                    | Judyta (Juta) ur. po 1289 zm. po 18 marca 1336                    | Warcisław IV ur. w okr. 11–27 V 1291 zm. w okr. 31 VII–1 VIII 1326                             | Warcisław IV ur. w okr. 11–27 V 1291 zm. w okr. 31 VII–1 VIII 1326                             | Katarzyna ur. ? zm. ? | Katarzyna ur. ? zm. ? |
|                                                 | 2                                               |                                                  |                                                  |                                                                   |                                                                   |                                                                                                |                                                                                                |                       |                       |
| Elżbieta ur. najp. 1302 zm. po 16 X 1349        |                                                 |                                                  |                                                  |                                                                   |                                                                   |                                                                                                |                                                                                                |                       |                       |

## Śmierć
Pod koniec swojego życia, Bogusław IV czynił zapisy testamentowe (11 lutego 1309), prawdopodobnie na skutek choroby, po której spodziewano się jego śmierci. W literaturze przedmiotu istnieją rozbieżności, w kwestii dziennej datacji jego zgonu. Niektóre źródła oraz nowożytna historiografia przyjmowała datę 1 marca 1309, która była właściwie dniem jego pochówku. Współczesna genealogia przyjmuje datę 19 lutego za Kamieńską księgą zmarłych i, za którą przemawiają czynności prawne jego syna Warcisława IV oraz przyrodniego brata Ottona I. 
Prawdopodobnie, 27 lutego lub później, ciało zmarłego księcia zostało przewiezione do Szczecina, gdzie został pochowany w kościele NMP. W starszej literaturze przedmiotu podawana jest informacja, że ciało księcia wołogoskiego zostało złożone w katedrze kamieńskiej.  

### Opracowania
- Dopierała B., Polskie losy Pomorza Zachodniego, Poznań 1970.
- Häckermann A., Bogislaw III [w:] Allgemeine Deutsche Biographie (ADB), T. 3, Duncker & Humblot, Leipzig 1876.
- Kazimierz Kozłowski, Jerzy Podralski, Gryfici. Książęta Pomorza Zachodniego, Szczecin: Krajowa Agencja Wydawnicza, 1985, ISBN 83-03-00530-8, OCLC 189424372. Brak numerów stron w książce
- Edward Rymar, Rodowód książąt pomorskich, Szczecin: Książnica Pomorska im. Stanisława Staszica, 2005, ISBN 83-87879-50-9, OCLC 69296056. Brak numerów stron w książce
- Stanisław Szczur, Historia Polski – średniowiecze, Kraków: Wydaw. Literackie, 2002, ISBN 83-08-03273-7, OCLC 830373090. Brak numerów stron w książce
- Szymański J.W., Książęcy ród Gryfitów, Goleniów – Kielce 2006, ISBN 83-7273-224-8.

### Literatura dodatkowa (opracowania)
- Górski K., Bogusław IV [w:] Polski Słownik Biograficzny, T. 2, Polska Akademia Umiejętności – Skład Główny w Księgarniach Gebethnera i Wolffa, Kraków 1936, s. 205, reprint: Zakład Narodowy im. Ossolińskich, Kraków 1989, ISBN 83-04-03291-0.

### Literatura dodatkowa (online)
- Madsen U., Bogislaw IV. Herzog von Pommern-Wolgast (niem.), [dostęp 2012-02-20].
- Schmidt R., Bogislaw IV. Herzog von Pommern (-Wolgast) (niem.) [w:] NDB, ADB Deutsche Biographie (niem.), [dostęp 2012-02-21].